# 高鉾村
高鉾村（たかほこそん）は、徳島県勝浦郡にあった村。現在の上勝町大字正木・傍示にあたる。

## 地理
- 山岳 ： 旭ヶ丸、高鉾山、清水山
- 河川 ： 勝浦川、藤川谷川、傍示谷川

## 歴史
- 1889年（明治22年）10月1日 - 町村制の施行により、正木村・傍示村の区域をもって発足。
- 1955年（昭和30年）7月20日 - 福原村と合併して上勝町が発足。同日高鉾村廃止。